# Probles curvicauda
Probles curvicauda är en stekelart som beskrevs av Horstmann 1981. Probles curvicauda ingår i släktet Probles och familjen brokparasitsteklar. Inga underarter finns listade i Catalogue of Life.